# Amanti (album)
Amanti è un album in italiano di Julio Iglesias, uscito nel 1980.
Oltre alla canzone che dà il titolo all'album, contiene, tra l'altro:  Hey, Volo, Dividila con me e Chi è stato.
La produzione è di Ramón Arcusa. Gli arrangiamenti sono dello stesso Ramón Arcusa e di Rafael Ferro; l'adattamento in italiano dei brani è di Gianni Belfiore.

## Tracce
Lato 1
1. Hey (Belfiore – J. Iglesias – Balducci – Arcusa) 3:48
2. Amanti (Belfiore – Iglesias – Balducci – Arcusa) 3:10
3. Insieme (Belfiore – Iglesias – De La Calva – Arcusa) 4:01
4. Dividila con me (Belfiore – Livi) 3:52
5. Volo (Belfiore – Iglesias – Ferro – Arcusa) 3:31

Lato 2
1. Chi è stato (La nave del olvido) (Belfiore – Dino Ramos) 4:05
2. Un sentimentale (Belfiore – Iglesias – Ferro – Arcusa) 4:00
3. Ritornare a casa (Caminito) (Belfiore – G. Coria Peñaloza – J. de Dios Filiberto) 3:31
4. Andiamo a cena fuori (Belfiore – Ramos – Iglesias) 3:31
5. Cioui Cioui (Belfiore – Pitagua) 3:14